# コンチェルト (企業)

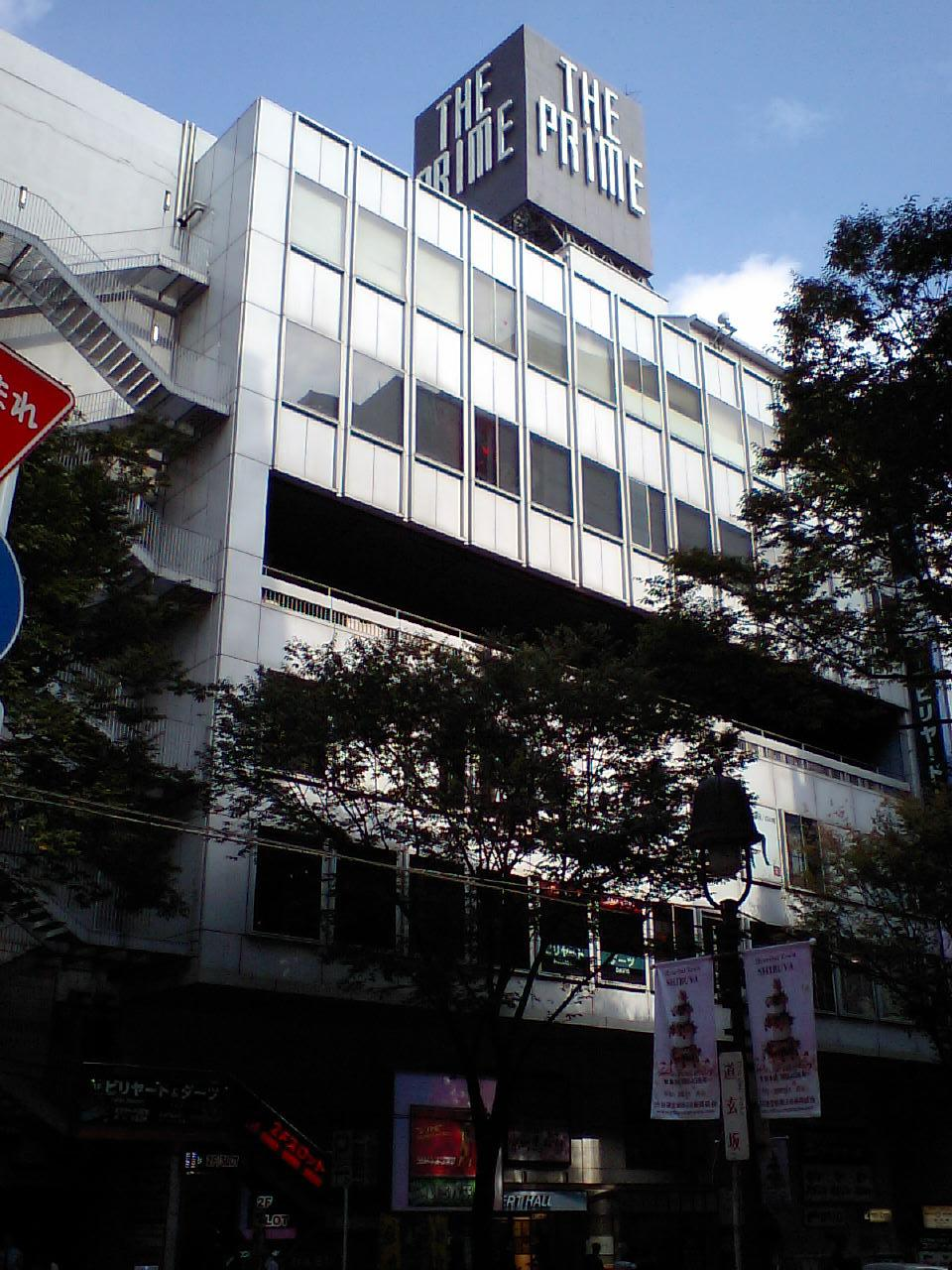
渋谷プライム（旧：緑屋渋谷店）

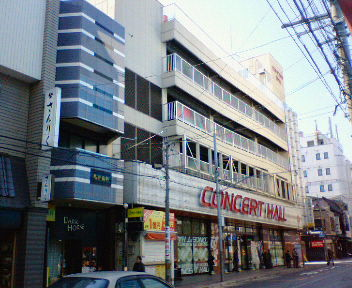
コンサートホール・八戸（2007年4月撮影）
同チェーン最北の店舗である。

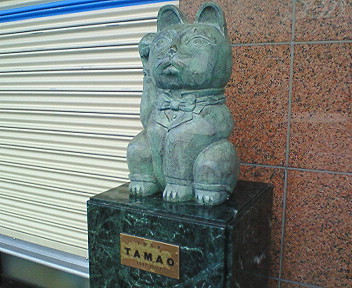
同チェーンのシンボル：TAMAO（タマオ）の銅像。
（コンサートホール八戸にて：2007年6月撮影）

コンチェルトは、不動産賃貸事業、リーシング事業、アミューズメント事業等を手掛けるクレディセゾンの連結子会社で、東京都豊島区に本社を置く。

## 来歴
1973年 西武百貨店が旅行事業の本格展開を目的に「ヴィーヴル」を設立。
1989年 セゾングループとNTTグループの合弁事業として、会員制クラブ運営を目的に「ヘルスパーク」を設立する。
1991年 クレディセゾンがコンサルティング会社「ノア企画」を設立。
1992年 クレディセゾンがヴィーヴルに資本参加。同年、ヘルスパークが青山の旧緑屋店舗ビルを改装して、「uraku AOYAMA」を開業する。
1994年 パチンコ業界がイメージアップを図ると流通や電鉄各社が参入し、ヴィーヴルもノア企画がコンサルティングしてアミューズメント事業へ参入する。
1999年 セゾングループの事業再編で旅行事業はパシフィックツアーシステムズへ集約し、ヴィーヴル旅行部門はユナイテッド航空傘下ユナイテッドバケーションへ譲渡した。
2008年 ヴィーヴルとヘルスパークは資産管理と経理処理の簡素化を目指して経営統合し、社名を「コンチェルト」と変更した。

## 不動産賃貸事業
ザ・プライム (THE PRIME) など商業ビル賃貸を核とする不動産事業。下記のうち6軒は旧緑屋で、△は建物が現存しない。

### 東京
- 渋谷プライム：渋谷区道玄坂2-29-5
  - 閉店した緑屋渋谷店[4]の再活用策として、西武都市開発、レストラン西武、シネセゾンなど流通グループ各社が、松竹、サントリーなど異業種の協力を得て開発し、西武百貨店がデベロッパーを受け持った[5]。1985年11月に渋谷プライムを開業し、25のレストラン、「シネセゾン渋谷」、美と健康のクラブ「コルポ・コンポ」、エンターテイメントスポット「せいよう広場」、「チケットセゾン」などが入居した[6]。後年、下層階にコンサートホール（パチンコホール）が入居した。
  - 開店来のテナントは撤退し、2025年は「ユニクロ」、キューブが運営する「CBGKシブゲキ!!」、ライブハウス「SHIBUYA ENTERTAINMENT THEATER PLEASURE PLEASURE（プレジャープレジャー）」などのテナントが入居[7]。
- 成増プライム：板橋区成増2-15-18
  - 緑屋成増店として開店する。下層1 - 3階はコンサートホール、上層階は飲食店、カラオケ、インターネットカフェなどが入居する。旧建物を解体して2007年4月に建て替え、成増プライムが開業する。
- 府中プライム△：府中市宮町1-2-18
  - 緑屋府中店として開店する。下層階は無印良品、上層階は飲食店、カラオケ、エステティックなどが入居する。府中駅南口市街地再開発事業計画に伴い、2013年度中にすべてのテナントが撤退して解体した。跡地は「ルシーニュ・プラウド府中ステーションアリーナ」を建設し、府中プライムに出店した一部店舗が再出店した。
- アソルティ銀座：中央区銀座7-6-10
  - 2008年11月にコンチェルトが取得[8]。物販・飲食店が入居する。
- 新橋レンガ通り会館：港区新橋2-14-3
  - 飲食店などが入居する。

### 神奈川県
- 溝の口プライム：神奈川県川崎市高津区溝の口1-8-7
  - 緑屋溝の口店として開店した。地階はカラオケ、1階はファッション、2-3階はダイソー、4-6階は飲食店、それぞれが入居する。
- 横須賀プライム△：横須賀若松町1-5
  - 緑屋横須賀店として開店した。1985年に改装して「WALK横須賀店」、1998年に商業ビル「横須賀プライム」となった。パチンコ店、百円均一のショップ、カフェなどが入居したが、横須賀中央駅前の再開発に伴い2024年2月29日に閉店した[9]。
- 藤沢プライム：藤沢市南藤沢2-1-2
  - 藤沢駅南口に位置する藤沢391街区再開発事業の一環として建設された旧緑屋最後期の物件である。同一街区内で1965年11月開業のフジサワ名店ビルと1966年12月開業のダイヤモンドビル、それぞれに隣接する。落成数年後に直近で志澤が開店したが後年に藤沢西武となる。
  - 1984年の緑屋閉店後、「クッチーネ」の名称で全館飲食店のテナントビルへ衣替えし、後年「プライム」へ改称した。銀座アスターは緑屋時代から入居する長寿テナントで、2階入居テナントのメガネ専門店銀座和真は近隣ビルへ移転した。

### 千葉県
- 勝田台プライム：千葉県八千代市勝田台1-7-2
  - 当ビルの前身は緑屋ではなく、みずほ銀行勝田台駅前出張所である。下層階はコンサートホールで上層階に飲食店が入居する。
- 千葉EXビル：千葉市中央区富士見2-14-1
  - 飲食・物販・サービスなどの店舗が入居する。

## アミューズメント事業
東京、埼玉、千葉、北関東、新潟、東北でコンサートホール（パチンコホール）を15店舗展開。
第1号店は旧緑屋成増店。調布店は旧緑屋の調布パルコ横に1994年出店した。新潟店も旧緑屋だが既に撤退した。